# Двадцать манатов
Два́дцать мана́тов (азерб. iyirmi manat, туркм. ýigrimi manat) — номинал банкнот и монет азербайджанского маната и туркменского маната.

## Банкноты

### Вышли из обращения
| Страна                                                                                                | Изображение     | Изображение       | Размеры (мм) | Основные цвета | Описание                                                   | Описание             | Дата выпуска | Дата выхода из обращения |
| Страна                                                                                                | Лицевая сторона | Оборотная сторона | Размеры (мм) | Основные цвета | Лицевая сторона                                            | Оборотная сторона    | Дата выпуска | Дата выхода из обращения |
| --- | --------------- | ----------------- | ------------ | -------------- | ---------------------------------------------------------- | -------------------- | ------------ | ------------------------ |
| Туркмения                                                                                             |                 |                   | 138×69       | зелёный        | портрет Сапармурата Ниязова здание Национальной Библиотеки | мавзолей Астана-Баба | 1993         | 2009                     |
| Туркмения                                                                                             |                 | 1995              | 138×69       | зелёный        | портрет Сапармурата Ниязова здание Национальной Библиотеки | мавзолей Астана-Баба |              | 2009                     |
| Масштаб изображений — 1,0 пикселя на миллиметр. Даты, обозначенные курсивом, на банкнотах не указаны. |                 |                   |              |                |                                                            |                      |              |                          |

### Находятся в обращении
| Страна                                                                                                | Изображение     | Изображение       | Размеры (мм) | Основные цвета     | Описание                               | Описание                                                                                         | Дата выпуска |
| Страна                                                                                                | Лицевая сторона | Оборотная сторона | Размеры (мм) | Основные цвета     | Лицевая сторона                        | Оборотная сторона                                                                                | Дата выпуска |
| --- | --------------- | ----------------- | ------------ | ------------------ | -------------------------------------- | ------------------------------------------------------------------------------------------------ | ------------ |
| Азербайджан                                                                                           |                 |                   | 141×70       | зелёный            | меч, шлем и щит также офрис кавказская | карта Азербайджана на фоне национального орнамента, слово «Qarabağ» («Карабах») разными шрифтами | 2005         |
| Туркмения                                                                                             |                 |                   | 138×69       | фиолетовый лиловый | портрет Гёроглы                        | Дворец Рухыет                                                                                    | 2009         |
| Туркмения                                                                                             |                 | 2012              | 138×69       | фиолетовый лиловый | портрет Гёроглы                        | Дворец Рухыет                                                                                    |              |
| Масштаб изображений — 1,0 пикселя на миллиметр. Даты, обозначенные курсивом, на банкнотах не указаны. |                 |                   |              |                    |                                        |                                                                                                  |              |

## Памятные монеты
Выпуск памятных монет в 20 манатов начат в Туркмении в 2011 году. В Азербайджане монеты этого номинала не выпускаются.
| 2011 | | 20 лет независимости Туркмении. Огуз-хан       |
| 2011 | Аверс: герб Туркмении, надпись на туркм. TÜRKMENISTANYŇ GARAŞSYZLYGYNA 20 ÝYL, даты «1991 2011», номинал монеты, руб-аль-хизб, масса и проба металла. Реверс: позолоченное изображение конной статуи Огуз-хана, аббревиатура банка-эмитента. Гурт рубчатый. Номинал: 20 манатов. Масса: 28,28 г. Диаметр: 38,61 мм. Тираж: 200 шт.                                                 |                                                |
| 2011 | | 20 лет независимости Туркмении. Огуз-хан       |
| 2011 | Аверс: герб Туркмении, надпись на туркм. TÜRKMENISTANYŇ GARAŞSYZLYGYNA 20 ÝYL, даты «1991 2011», номинал монеты, руб-аль-хизб. Реверс: позолоченное изображение конной статуи Огуз-хана, аббревиатура банка-эмитента. Гурт рубчатый. Номинал: 20 манатов. Масса: 8,11 г. Диаметр: 22,00 мм. Тираж: 300 шт.                                                                         |                                                |
| 2011 | | 20 лет независимости Туркмении. Огуз-хан       |
| 2011 | Аверс: герб Туркмении, надпись на туркм. TÜRKMENISTANYŇ GARAŞSYZLYGYNA 20 ÝYL, даты «1991 2011», номинал монеты, руб-аль-хизб, масса и проба металла. Реверс: изображение конной статуи Огуз-хана, аббревиатура банка-эмитента. Гурт рубчатый. Номинал: 20 манатов. Материал: золото-917. Масса: 39,94 г. Диаметр: 38,61 мм. Тираж: 100 шт.                                        |                                                |
| 2011 | | 20 лет независимости Туркмении. Огуз-хан       |
| 2011 | Аверс: герб Туркмении, надпись на туркм. TÜRKMENISTANYŇ GARAŞSYZLYGYNA 20 ÝYL, даты «1991 2011», номинал монеты, руб-аль-хизб. Реверс: изображение конной статуи Огуз-хана, аббревиатура банка-эмитента. Гурт рубчатый. Номинал: 20 манатов. Материал: золото-917. Масса: 15,98 г. Диаметр: 28,40 мм. Тираж: 200 шт.                                                               |                                                |
| 2012 | | 20 лет Конституции                             |
| 2012 | Аверс: герб Туркмении, название банка-эмитента, оливковые ветви, масса и проба металла. Реверс: конституция Туркмении, Монумент Конституции и здание Меджлиса Туркмении, надпись на туркм. TÜRKMENISTANYŇ KONSTITUSIÝASYNA 20 ÝYL, номинал монеты. Гурт рубчатый. Номинал: 20 манатов. Масса: 28,28 г. Диаметр: 38,61 мм. Тираж: 200 шт.                                           |                                                |
| 2012 | | Председательство в СНГ                         |
| 2012 | Аверс: герб Туркмении, название банка-эмитента, оливковые ветви. Реверс: эмблема СНГ, надпись на туркм. 2012 ÝYLDA TÜRKMENISTANYŇ GARAŞSYZ DÖWLETLERIŇ ARKALAŞYGYNDA BAŞLYKLYK ETMEGI, номинал монеты, масса и проба металла. Гурт рубчатый. Номинал: 20 манатов. Масса: 28,28 г. Диаметр: 38,61 мм. Тираж: 200 шт.                                                                |                                                |
| 2012 | | Перепись населения и жилищного фонда Туркмении |
| 2012 | Аверс: герб Туркмении, название банка-эмитента, номинал монеты, руб аль-хизб, масса и проба металла. Реверс: стилизованное изображение семьи на фоне карты Туркмении и лучей Солнца, надпись на туркм. TÜRKMENISTANYŇ ILATYNYŇ WE ÝAŞAÝYŞ JAÝ GORUNYŇ UÇDANTUTMA ÝAZUWY, год выпуска монеты. Гурт рубчатый. Номинал: 20 манатов. Масса: 28,28 г. Диаметр: 38,61 мм. Тираж: 200 шт. |                                                |